# Grigol Bediaszwili
Grigol Bediaszwili (ur. 7 lutego 1980) – gruziński piłkarz, grający na pozycji bramkarza, reprezentant Gruzji, od 2010 roku zawodnik Metalurgi Rustawi. W reprezentacji Gruzji zadebiutował w 2009 roku. Do 24 października 2013 roku rozegrał w niej jeden mecz.